# سد فیله خاصه
سد فیله خاصه واقع در ۷۵ کیلومتری شمال غربی مرکز استان زنجان، یک سد خاکی سنگریزه‌ای است که حجم مخزن آن ۱٫۷۰ میلیون متر مکعب و متوسط سالانه تنظیم آب قابل استفاده از آن ۱٫۷۷ میلیون متر مکعب است. طول تاج این سد ۷۴۵ متر و عرض تاج آن ۷ متر می‌باشد.